# Calochlaena straminea
Calochlaena straminea là một loài dương xỉ trong họ Dicksoniaceae. Loài này được Labill. M.D. Turner & R.A. White mô tả khoa học đầu tiên năm 1988.